# Fletcher (Ohio)
Fletcher è un villaggio degli Stati Uniti d'America, situato nello stato dell'Ohio, nella contea di Miami.